# Gouvernement Adrian Hasler I
Tschütscher Hasler II
Le gouvernement Hasler I est le gouvernement du Liechtenstein du 27 mars 2013 au 30 mars 2017.

## Historique du mandat
Dirigé par le chef du gouvernement Adrian Hasler, ce gouvernement est constitué par le Parti progressiste des citoyens (FBP) et l'Union patriotique (VU). Ils disposent de 18 députés, soit 72 % des sièges du Landtag.
Ce gouvernement succède au gouvernement Klaus Tschütscher.
Il est formé à la suite des élections législatives des 1er et 3 février 2013. Lors de ces élections, le parti de droite, Parti progressiste des citoyens (FBP) arrive en tête avec 40 % des suffrages ainsi que 10 sièges. Le parti est en recul mais le parti du chef du gouvernement sortant (Klaus Tschütscher), la VU obtient 8 sièges soit 5 de moins. Le parti obtient 33,5 % des voix, loin des 47,6 % de 2009. L'apparition d'une nouvelle force politique de droite, Les Indépendants (DU) a déstabiliser les deux principaux partis. La Liste libre, progresse avec 11,3 % et 3 sièges. Le chef du gouvernement sortant, Klaus Tschütscher est contraint de laisser sa place à Adrian Hasler du FBP. Il forme un gouvernement composé de 3 conseillers membres du FBP et 2 de la VU. Thomas Zwiefelhofer est nommé vice-premier ministre. Ce gouvernement est composé de 3 hommes et de 2 femmes.
Lors des élections législatives du 5 février 2017, la coalition recule. En effet, le FBP perd un mandat avec 35,2 %, il se retrouve donc à 9 sièges. La VU conserve ses 8 mandats. DU progresse avec 18,4 % des suffrages et décroche un 5e siège. 
La coalition est reconduite. Adrian Hasler forme un 2e gouvernement composé de 3 conseillers issus du FBP et 2 issus de la VU. Ensemble, ils disposent de 17 députés sur 25, soit 68 % des sièges du Landtag. 
Selon l'article 79 de la Constitution du Liechtenstein, les conseillers sont au nombre de 4 dont 1 vice-chef du gouvernement. Il doit y avoir au moins deux conseillers issus d'une des deux régions.

## Composition

### Ministres
| Portefeuille                                                                  | Titulaire | Titulaire | Titulaire            | Parti |
| ----------------------------------------------------------------------------- | --------- | --------- | -------------------- | ----- |
| Premier Ministre Ministre de la Présidence et des Finances                    |           |           | Adrian Hasler        | FBP   |
| Vice-Premier Ministre Ministre de l'Intérieur, de la Justice et de l'Économie |           |           | Thomas Zwiefelhofer  | VU    |
| Ministre de l’Infrastructure, de l’Environnement et du Sport                  |           |           | Marlies Amann-Marxer | VU    |
| Ministre de la Société                                                        |           |           | Mauro Pedrazzini     | FBP   |
| Ministre des Affaires étrangères, de l'Éducation et de la Culture             |           |           | Aurelia Frick        | FBP   |

### Suppléance
| Fonction                           | Titulaire | Titulaire                   | Parti |
| ---------------------------------- | --------- | --------------------------- | ----- |
| Suppléant d'Adrian Hasler          |           | Georg Wohlwend              | FBP   |
| Suppléant de Thomas Zwiefelhofer   |           | Roland Moser                | VU    |
| Suppélante de Marlies Amann-Marxer |           | Andrea Klein                | VU    |
| Suppléante de Mauro Pedrazzini     |           | Carmen Zanghellini-Pfeiffer | FBP   |
| Suppléante de Aurelia Frick        |           | Isabel Donhauser-Frick      | FBP   |

## Conseillers par région
| Nom                  | Région | Région    |
| -------------------- | ------ | --------- |
| Adrian Hasler        |        | Oberland  |
| Thomas Zwiefelhofer  |        | Oberland  |
| Marlies Amann-Marxer |        | Unterland |
| Mauro Pedrazzini     |        | Unterland |
| Aurelia Frick        |        | Oberland  |